# Bandera del Senegal
La bandera del Senegal està composta per tres bandes verticals i iguals de color verd, groc i vermell, amb una estrella de cinc puntes verda al centre de la banda groga.
Els orígens de la bandera sorgeixen de la Federació de Mali, d'on la bandera és idèntica, però hi havia una figura humana estilitzada en negre en lloc de l'estrella verda. En la seva forma actual es va adoptar oficialment el 20 d'agost de 1960.

## Simbolisme
La bandera consta de bandes verticals tricolors d'iguals dimensions, amb els tradicionals colors panafricans: verd (costat del pal), groc i vermell.
El color verd té diferents significats en diferents comunitats. Per als musulmans, és el color de la bandera del Profeta, mentre que per als cristians representa esperança i per als animistes, fecunditat. El groc (o daurat) és un signe de riquesa, fruit del treball, i al mateix temps, és el color de les arts i les lletres, també el color de l'esperit. Finalment, el vermell recorda el color de la sang, de la vida, del sacrifici de tota la nació, i la determinació de lluitar contra el subdesenvolupament
Molt present en el simbolisme de l'Àfrica subsahariana, l'estrella de cinc puntes marca l'obertura del Senegal als cinc continents i representa el cel, en els valors espirituals, sobretot entre un poble que no viu només d'arròs i pa. És verda i simbolitza l'esperança expressada per la jove independència de la República del Senegal.